# Sinfonía del Mar
Sinfonía del Mar, también conocida como Sinfonía Acapulco, es un anfiteatro al aire libre en el puerto de Acapulco, Guerrero, inaugurada el 1 de enero de 1971, se encuentra sobre riscos de la zona tradicional de Acapulco, dando vista hacia el Océano Pacífico. Se encuentra en las cercanías de La Quebrada.

## Descripción
Es un anfiteatro al aire libre, se construyó sobre un acantilado, en el cual se realizan varios conciertos de la Orquesta Filarmónica de Acapulco, espectáculos de danza regional, obras de teatro, conciertos de rock de la mano del Movimiento Roquero de Acapulco, utilizando el anfiteatro como una de sus sedes principales.